# Muro de los Federados

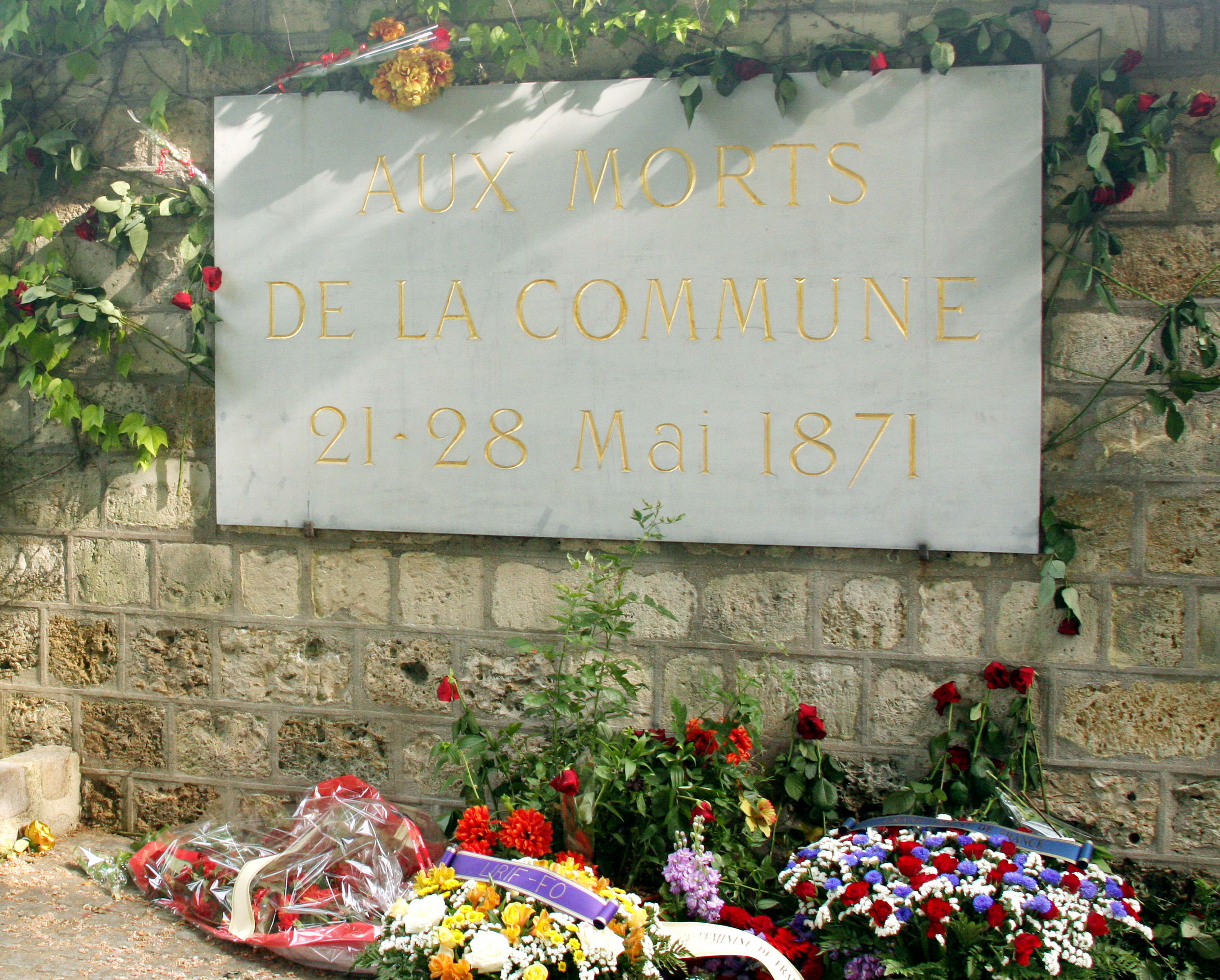
Ubicación del mur des Fédérés en el Cementerio del Père-Lachaise

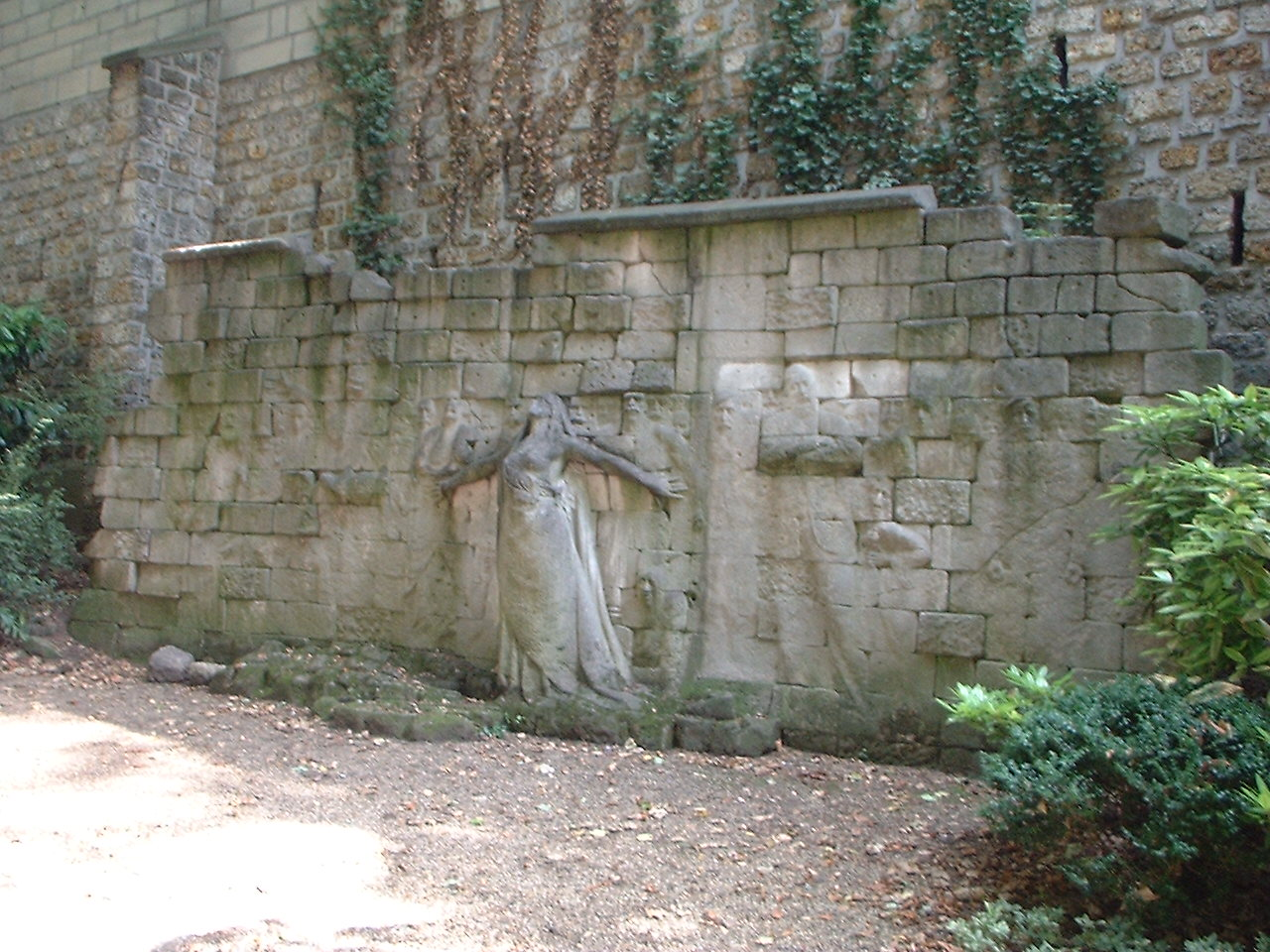
Monumento construido con las piedras originales del muro en la plaza Samuel de Champlain, junto al Père Lachaise.

El Muro de los Federados del Cementerio del Père-Lachaise de París simboliza la lucha por la libertad y por ideales anarquistas, comunistas y/o autogestionarios. En ese lugar, el 28 de mayo de 1871, 147 federados, combatientes de la Comuna de París fueron fusilados y echados a una fosa abierta al pie del muro.

## Historia
El cementerio del Père-Lachaise se abrió en mayo de 1804 en un predio que durante mucho tiempo había pertenecido a los Jesuitas, y en el que el Padre Lachaise (Père Lachaise), confesor de Luis XIV, había residido al final de su vida. En el siglo XIX, era el cementerio de la aristocracia, se transfirieron ahí los restos de personajes célebres de épocas anteriores.
Durante la Comuna de París, en la primavera de 1871, se parapetaron los últimos combatientes. Los versalleses, que dominaban la plaza al final de la tarde del 28 de mayo, fusilaron ahí a todos los prisioneros, frente a un muro que desde entonces se llama Mur des fédérés (Muro de los federados, Muro de los Comuneros).
La Comuna de París es el único periodo de la historia de Francia en la que existió— brevemente— una ciudad de autogobierno. En efecto, ese episodio revolucionario se construyó con un sostén fuerte de la masa obrera y, más precisamente, de una gran parte de la población parisina, que dio su sangre. Esta importante lucha y la terrible represión (el número de muertos va de los 25.000 a los 30.000, según el historiador) dejaron un recuerdo vivaz. Éste se cristaliza alrededor del Muro de los Federados, emblema de una época tanto más imperceptible que breve, que dejó pocos monumentos. Numerosos eventos muestran que el Mur des féderés fue un lugar de conmemoración importante, un símbolo de emancipación y de libertad en la memoria militante:
- El 23 de mayo de 1880, dos meses antes de la amnistía de los comuneros, se llevó a cabo, convocado por Jules Guesde, el primer desfile frente al Muro: 25.000 personas con una rosa roja al ojal, desafiaron así la fuerza pública. Desde entonces, esa « Subida al Muro » marca la historia obrera, pues cada año, desde entonces, las organizaciones de izquierda organizan una manifestación en ese lugar simbólico, la última semana de mayo. Jean Jaurès, aunque extranjero a la memoria comunera, acudió varias veces, acompañado por Édouard Vaillant, por Jean Allemane y miles de militantes socialistas, sindicalistas, comunistas y anarquistas.

- Paul Lafargue, célebre comunero, yerno de Karl Marx, representante de Francia en la Primera Internacional y teórico socialista, fue inhumado frente al Muro en 1911 con su esposa, Laura Marx.

- Una manifestación récord tuvo lugar ahí el 24 de mayo de 1936: 600.000 personas, Léon Blum y Maurice Thorez a la cabeza, en pleno corazón del movimiento de huelga. Se manifestaron ahí unas semanas después de la victoria del Frente Popular. Otra fecha, otro momento que marca, cantado por Jules Jouy en ese lugar: « Tombe sans croix et sans chapelle, sans lys d'or, sans vitraux d'azur, quand le peuple en parle, il l'appelle Le Mur » ( Tumba sin cruz y sin capilla, sin lis de oro, sin vitrales de azur, cuando el pueblo habla de ella, la llama El Muro).

Cada año, el Primero de Mayo, el Partido Comunista Francés rinde homenaje a las víctimas de la Comuna y a las del Nazismo acudiendo al Muro.